# Amalophyllon rubidum
Amalophyllon rubidum är en tvåhjärtbladig växtart som först beskrevs av Lem., och fick sitt nu gällande namn av Boggan, L.E. Skog och Roalson. Amalophyllon rubidum ingår i släktet Amalophyllon och familjen Gesneriaceae. Inga underarter finns listade i Catalogue of Life.